# Mijn verleden en gedachten
Mijn verleden en gedachten is muziek die Alfred Schnittke componeerde bij een Russische televisie-serie. De serie, geregisseerd door L.Y. Yelagin werd uitgezonden in twaalf delen. De oorspronkelijke muziek bij de serie is nog niet bekend. Schnittke onttrok aan de delen 7 en 12 een suite, maar zette de titel daar niet boven. Het verdween is een la en kwam pas in 1998 na zijn dood weer boven tafel. Men kon het uiteindelijk terugbrengen naar de film. De suite is bijzonder omdat het lichte muziek combineert met een koorzang zonder tekst; het koor heeft een hemels (engelachtig) klinkende melodielijn, hetgeen bijzonder is voor filmmuziek in het algemeen.

## Delen
1. Petersburg
2. Madonnen
3. Schatten
4. Menuett
5. Das Ende der Revolution
6. Traueriges Thema
7. Wind
8. Cancan
9. Finale

## Televisieserie
De televisieserie is gebaseerd op de memoires van Aleksandr Herzen, een 19e-eeuwse Russisch filosoof, die streed tegen onderdrukking van de werkende klasse.

## Bron en discografie
- Uitgave CPO; Rundfunk-Sinfonieorchester Berlin o.l.v. Frank Strobel